# Aliciella
Aliciella, biljni rod iz porodice jurničevki (Polemoniaceae) raširen po zapadnim predjelima Sjedinjenih Američkih Država i sjeverozapadnog Meksika
Postoji dvadesetak vrsta od kojih je tipična rijetka jednogodišnja biljka Aliciella triodon, opisana prvi puta kao Gilia triodon Eastw.. Raste od Kalifornije do Novog Meksika i Colorada na istok, a lokalno je poznata kao coyote gilia.

## Opis
Aliciella je citološki složen rod od 24 vrste trajnica, jednogodišnjih i dvogodišnjih biljaka koje stvaraju rozete endemičnih za zapadnu Sjevernu Ameriku. Iako je povijesno uključena u Giliju, molekularni podaci jasno pokazuju da Aliciella nije u srodstvu s Giliom; koji se javljaju u drugom plemenu (Gilieae). Morfološki, Aliciella se razlikuje od Gilie po tome što ima ovojnice sjemena koje ne stvaraju obilne sluzi kada se navlaže, a također ne proizvode antocianine u svojim žljezdanim trihomima (Porter 1998).
Aliciella heterostyla jedina je heterostilna vrsta porodice Polemoniaceae (Cochrane & Day 1994).

## Filogenija
Na temelju morfoloških i molekularnih podataka Porter (1998.) je podijelio Aliciella u dva podroda (Aliciella i Gilmania). Podrod Aliciella sadrži dva odjeljka (Aliciella i Giliandra) s tim da odjeljak Aliciella sadrži dva pododjeljka (Aliciella i Subnudae). Noviji filogenetski dokazi doveli su u pitanje monofiliju sekcije Alicella (Rose & Sytsma 2021).
heterostilni

## Vrste
1. Aliciella caespitosa (A.Gray) J.M.Porter
2. Aliciella cliffordii J.M.Porter
3. Aliciella formosa (Greene ex Brand) J.M.Porter
4. Aliciella haydenii (A.Gray) J.M.Porter
5. Aliciella heterostyla (S.Cochrane & A.G.Day) J.M.Porter
6. Aliciella humillima (Brand) J.M.Porter
7. Aliciella hutchinsifolia (Rydb.) J.M.Porter
8. Aliciella latifolia (S.Watson) J.M.Porter
9. Aliciella leptomeria (A.Gray) J.M.Porter
10. Aliciella lottiae (A.G.Day) J.M.Porter
11. Aliciella mcvickerae (M.E.Jones) J.M.Porter
12. Aliciella micromeria (A.Gray) J.M.Porter
13. Aliciella monoensis J.M.Porter & A.G.Day
14. Aliciella nyensis (Reveal) J.M.Porter
15. Aliciella pentstemonoides (M.E.Jones) J.M.Porter
16. Aliciella pinnatifida (Nutt. ex A.Gray) J.M.Porter
17. Aliciella ripleyi (Barneby) J.M.Porter
18. Aliciella sedifolia (Brandegee) J.M.Porter
19. Aliciella stenothyrsa (A.Gray) J.M.Porter
20. Aliciella subacaulis (Rydb.) J.M.Porter & L.A.Johnson
21. Aliciella subnuda (Torr. ex A.Gray) J.M.Porter
22. Aliciella tenuis (F.J.Sm. & Neese) J.M.Porter
23. Aliciella triodon (Eastw.) Brand